# Agència estatal (Espanya)
Una agència és un tipus d'organisme públic de l'Administració Pública d'Espanya,dotat de personalitat jurídica pública pròpia i creat pel Govern en la Llei 28/2006 per al compliment dels programes corresponents a les polítiques públiques que desenvolupi l'Administració General de l'Estat.
Les agències gaudeixen de potestat administrativa i patrimoni propi, seguint els principis d'autonomia de gestió, autonomia funcional, responsabilitat per la seva gestió, i control de resultats sense perjudici de la seva dependència respecte a un departament ministerial, que exerceix la seva direcció estratègica i avaluació de la seva activitat. Permet incorporar a l'Administració General de l'Estat una fórmula organitzativa dotada de major autonomia i de flexibilitat en la gestió.
La creació d'agències estatals requereix autorització per llei i es produeix amb l'aprovació del seu estatut per reial decret acordat en Consell de Ministres i adoptat a proposta conjunta dels ministeris d'Administracions Públiques i Economia i Hisenda.
Les resolucions del consell rector i del director de l'agència posen fi la via administrativa.
Les agències estatals han estat suprimides per la Llei 40/2015 d'1 d'octubre, en vigor des del 2 d'octubre de 2016, si bé, es dona un termini de 3 anys des de la seva entrada en vigor per adaptar les Agències Estatals existents a la nova Llei.

## Exemples
- Agència Espanyola de Cooperació Internacional per al Desenvolupament
- Agència Estatal de l'Administració Tributària
- Agència Estatal Consell Superior d'Investigacions Científiques
- Agència Estatal de Meteorologia